# 龍徳寺 (小牧市)

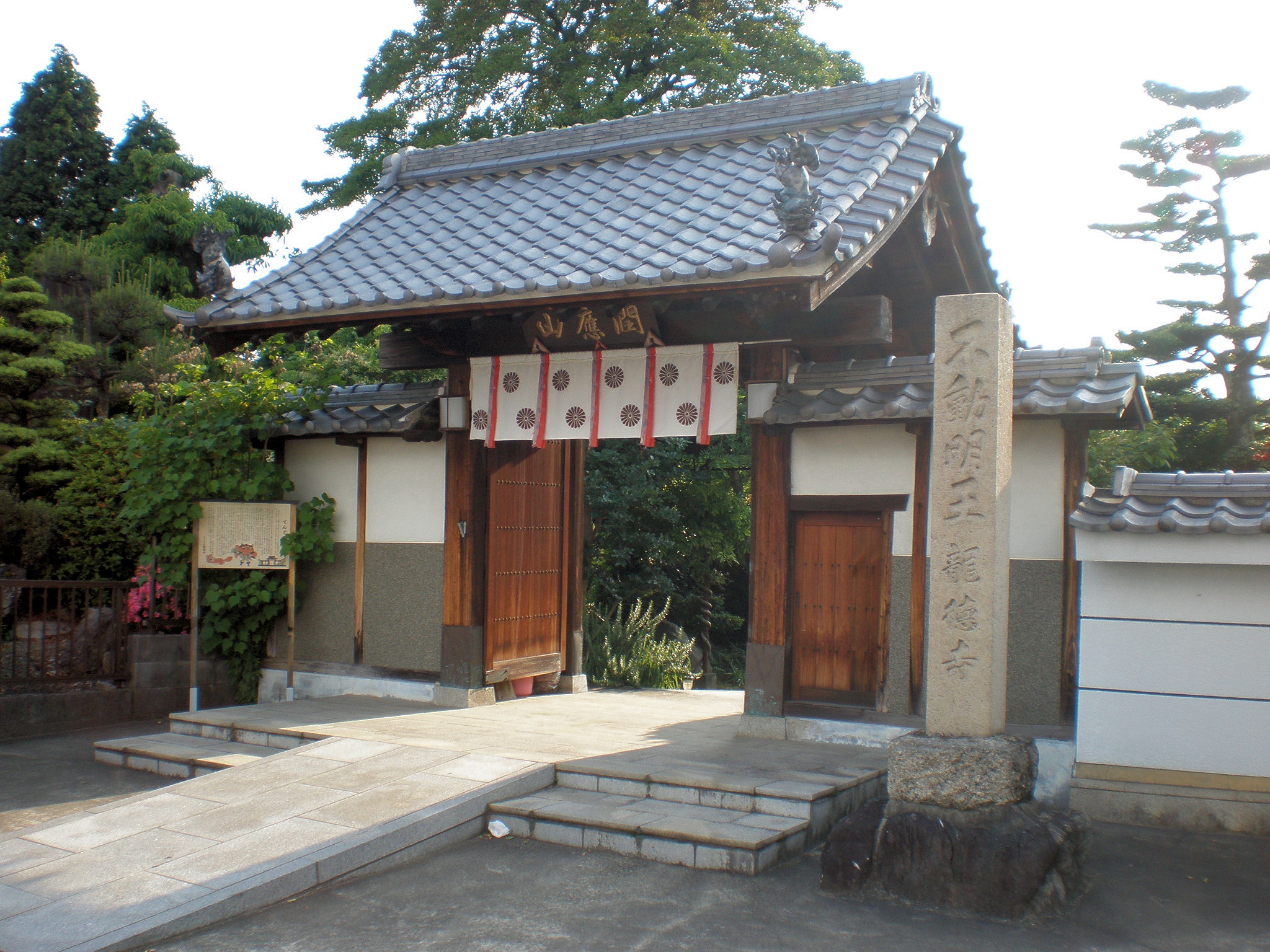
山門

龍徳寺（りゅうとくじ）は、愛知県小牧市にある天台宗の寺院である。山号は潤應山。通称「小牧不動」。西春北部二十一大師の第5番札所。創建は15世紀頃。
当寺には天狗と狸が登場する昔話が残っており、山門は「天狗の門」・「閉めずの門」とも呼ばれている。

## 年表
- 15世紀頃 - 創建。

## 昔話
内容
昔、龍徳寺の中にある森の洞穴に、「たん十」（たんじゅう）と言う名前の狸が住んでいた。たん十はいたずら者で、村人を困らせていた。そこで村人が寺の住職に相談すると、住職は不動明王に祈った。すると祈りが届き、「天狗を使いに出し、懲らしめさせよう」と言うお告げがあった。ある日たん十がまた村人にいたずらをすると、その夜天狗が寺にやって来た。天狗が山門の扉を叩くので住職が門を開け中に入れると、たん十のいる洞窟へと向かい、そこで大きな声でたん十を脅した。次の夜も天狗はやって来たが、「毎回門を叩いて住職に門を開けてもらうのは面倒」として、「門を開けっぱなしにするように」と住職に言った。それ以来、山門はずっと開け放たれている。
由来
慶長年代に、当寺には宝物を盗みに盗賊が押し入ったと言う伝説も残っている。盗賊は山門で金縛りにかかり、不動明王に懺悔すると解け罪を許された。たん十の話はこの話が元になっているのではないか、とする説もある。

## 交通手段
- 名鉄小牧線の小牧口駅または間内駅下車、徒歩20分。